# Saint-Amand-Montrond
Saint-Amand-Montrond is een gemeente in het zuiden van het departement Cher in de regio Centre-Val de Loire. Ze telde  9.690 inwoners op 1 januari 2022 en is gelegen langs de A71 en de Cher in het geografische centrum van Frankrijk. Ze is tevens hoofdstad van de geografische regio Boischaut Sud.
De streek is rijk aan Gallo-Romeinse overblijfselen (Drevant). De parochiekerk stamt uit de 12de eeuw. De stad is gelegen aan de voet van een heuvel waarop zich het kasteel van de prins van Condé bevond dat verwoest werd bij het neerslaan van de Fronde (17de eeuw). Tegenwoordig is de stad de op twee na grootste producent van goud en juwelen van Frankrijk (Cité de l'Or). In de onmiddellijke omgeving bevindt zich de beroemde cisterciënzerabdij van Noirlac (12de eeuw).

## Geschiedenis
De gemeente bestond tijdens het ancien régime uit twee aparte steden, elk gelegen op de linkeroever van de Marmande.

### Saint-Amand
In de 7e eeuw stichtte de heilige Theodulphus hier een klooster. De kloosterlingen kapten het bos en legden het moeras langs de loop van de Marmande en de Chignon droog. De kloosterkerk was gewijd aan de heilige Amandus. In de 11e eeuw werd op een rots boven de Marmande een houten mottekasteel gebouwd. Rond dit kasteel ontstond de plaats Saint-Amand-le Chastel. Dit was een kleine ommuurde stad met een romaanse kerk. De heren van Saint-Amand-le Chastel behoorden tot het huis de Charenton. In 1266 verleende heer Ebbes VI de Charenton stadsrechten aan Saint-Amand-le Chastel. De stad bloeide en breidde zich uit langs de rivier buiten de stadsmuren.
Tijdens de vroegmoderne tijd stagneerde Sant-Amand. Saint-Amand, alhoewel ommuurd, was een groot dorp gericht op de landbouw, vooral de wijnbouw. De stad was ook bekend voor haar knoflook.

### Montrond

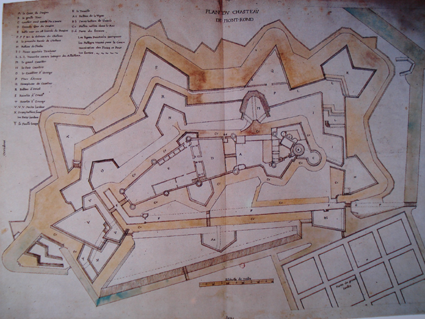
Plan van de burcht van Montrond (1650)

Een andere bewoningskern ontstond rond de strategische heuvel Montrond. Hier werd een burcht gebouwd die afhing van het huis d'Albretdont, dat een kasteel had in Orval aan de overkant van de Cher. Dit kasteel werd door de Engelsen vernield aan het begin van de Honderdjarige Oorlog. De burcht werd weer opgebouwd. Toen de Engelsen in 1412 Orval plunderden en afbrandden, vluchtte de bevolking naar de burcht van Montrond. Zij vestigden zich aan de voet van de burcht, bij de westelijke buitenwijk van Saint-Amand. Deze plaats, Saint-Amand-sous-Montrond, hing af van Montrond en kreeg vanaf 1431 een stadsmuur. Dankzij de handel stak Saint-Amand-sous-Montrond (het had zes jaarmarkten) zijn buur in de 16e eeuw naar de kroon. In 1621 kwam het kasteel van Montrond in bezit van Hendrik II van Bourbon-Condé. Hij liet het kasteel uitbreiden en versterken. Zijn zoon, Lodewijk II van Bourbon-Condé, de Grote Condé, groeide op in het kasteel. Hij werd een leider van de Fronde. Het leger van koning Lodewijk XIV belegerde in 1651 het kasteel van Montrond. Pas na een beleg van elf maanden gaf het garnizoen van het kasteel zich over. Tijdens het beleg had de bevolking van Saint-Amand en Montrond te lijden onder plunderingen en epidemieën. Zij trokken weg naar steden als Lignières en Châteauneuf. Aan het einde van de 17e eeuw en in de 18e eeuw herstelde de stad zich.

### Eén gemeente
In 1753 werden de twee heerlijkheden verenigd toen beide werden aangekocht door Louise Anne de Bourbon. Na de Franse Revolutie werden beide ook één gemeente, die bijna 6.000 inwoners telde.
In 1839 werd het Canal de Berry geopend en later zorgde ook de komst van de spoorweg voor een economische impuls voor de gemeente. Er kwamen drukkerijen, een distilleerderij en een bierbrouwerij. In 1888 werd ook een eerste juwelenatelier geopend. Maar grote fabrieken kwamen er niet in Saint-Amand-Montrond en de landbouw bleef belangrijk. Toch was Saint-Amand-Montrond tijdens het interbellum een links bolwerk, waar het Front Populaire in 1936 aan de macht kwam. Het Canal de Berry verloor aan belang na de komst van de spoorweg en werd voor scheepvaartverkeer gesloten in 1955.

## Geografie
De oppervlakte van Saint-Amand-Montrond bedroeg op 1 januari 2022 20,17 vierkante kilometer; de bevolkingsdichtheid was toen 480,4 inwoners per km².
De Marmande mondt uit in de Cher in de gemeente. In het noordwesten van de gemeente ligt het 30 ha grote meer Lac de Virlay.
De onderstaande kaart toont de ligging van Saint-Amand-Montrond met de belangrijkste infrastructuur en aangrenzende gemeenten.

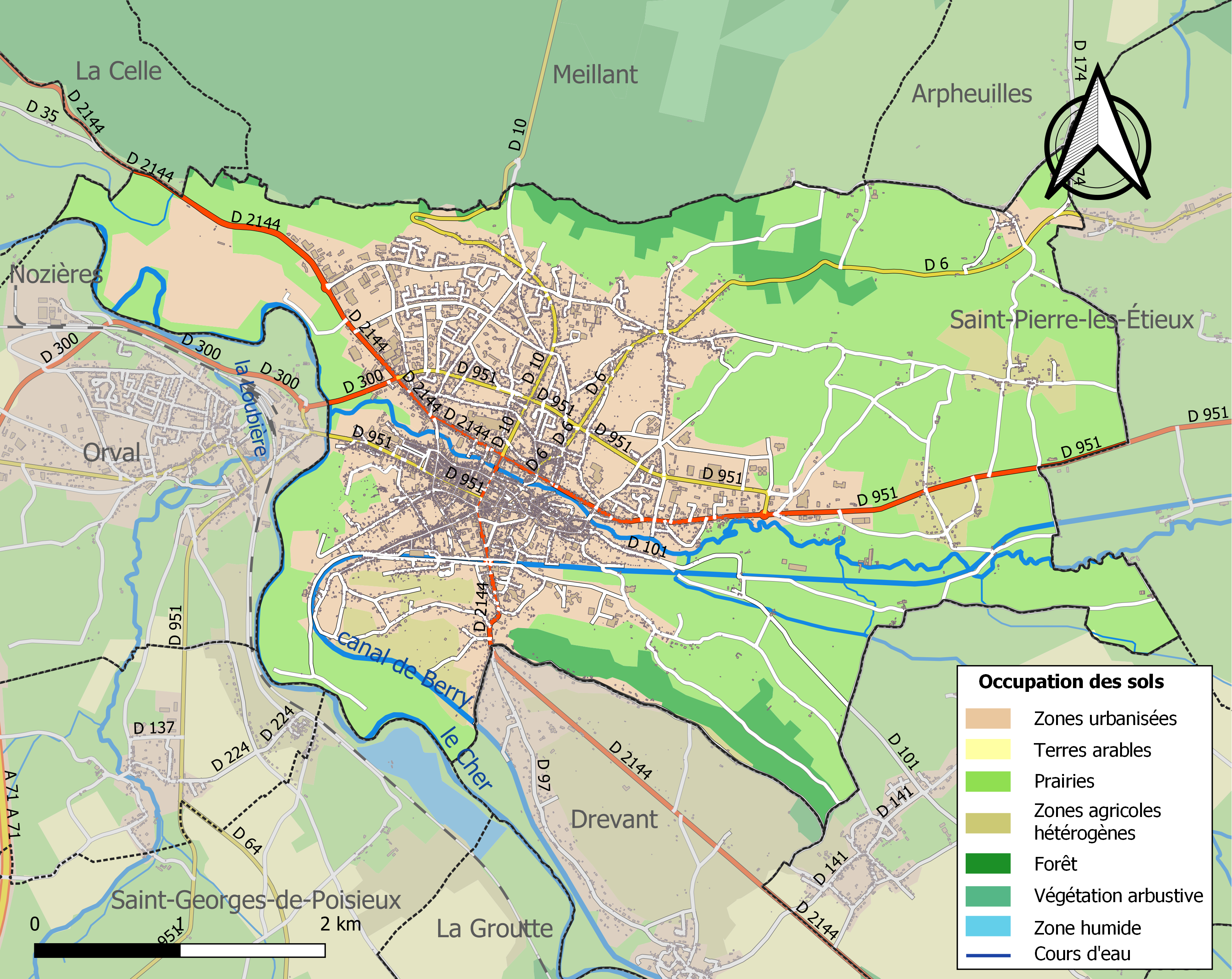

## Demografie
Onderstaande figuur toont het verloop van het inwoneraantal van Saint-Amand-Montrond vanaf 1962.

Bron: Frans bureau voor statistiek. Cijfers inwoneraantal volgens de definitie population sans doubles comptes (zie de gehanteerde definities)

## Bezienswaardigheden
De burcht van Montrond gaat terug tot de 13e eeuw. Een tweede bouwfase volgde in de 15e eeuw, tijdens de Honderdjarige Oorlog. De burcht werd vergroot en aangepast aan de nieuwe krijgstechnieken door Maximilien de Béthune, hertog van Sully. Bouwmeester Jean Sarrazin rustte de burcht uit met bastions in opdracht van de Grote Condé. Het werd zo een van de sterkste burchten van Frankrijk. Van de burcht rest enkel een ruïne, gelegen in een park. Na het beleg van 1651-1652 werden de bastions op bevel van de koning ontmanteld, maar het oude kasteel bleef bewaard. Dit werd in de volgende eeuwen verwaarloosd en veranderde in een ruïne. Het werd door de bevolking geplunderd voor bouwmateriaal. De resten van de burcht werden in 1988 beschermd als historisch monument.
De kerk Saint-Amand heeft romaanse en gotische bouwdelen. Het orgel van de kerk, geschonken door de Grote Condé, is beschermd als historisch monument.
Het gemeentemuseum, Musée Saint-Vic, werd geopend in 1938. Het is gevestigd in een stadspaleis dat in het verleden dienstdeed als residentie van de abten van Noirlac, maar ook als vrouwenklooster en gevangenis. De museumcollectie toont de geschiedenis van de gemeente en de streek.

### Afbeeldingen

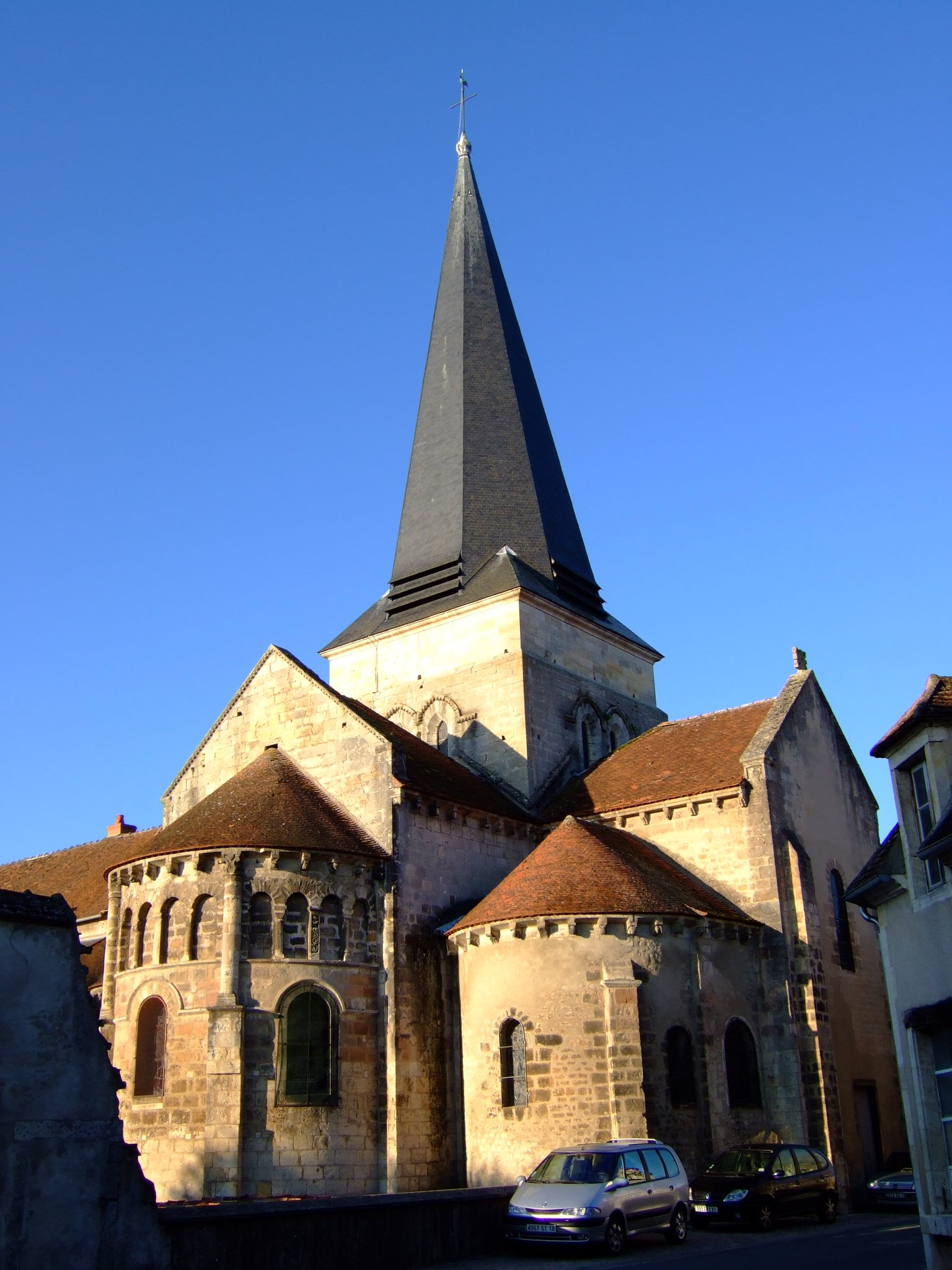
Kerk Saint-Amand
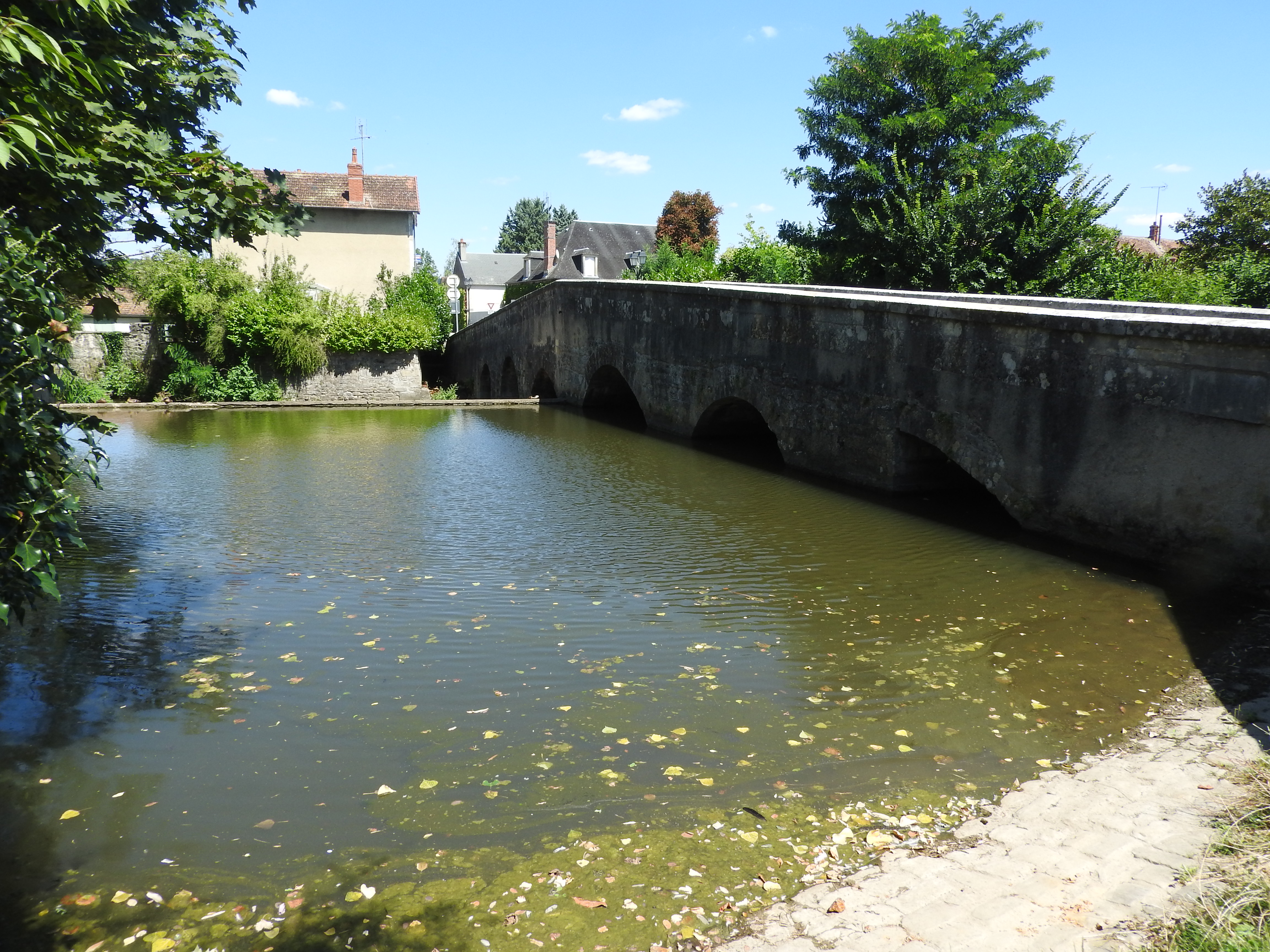
De Marmande
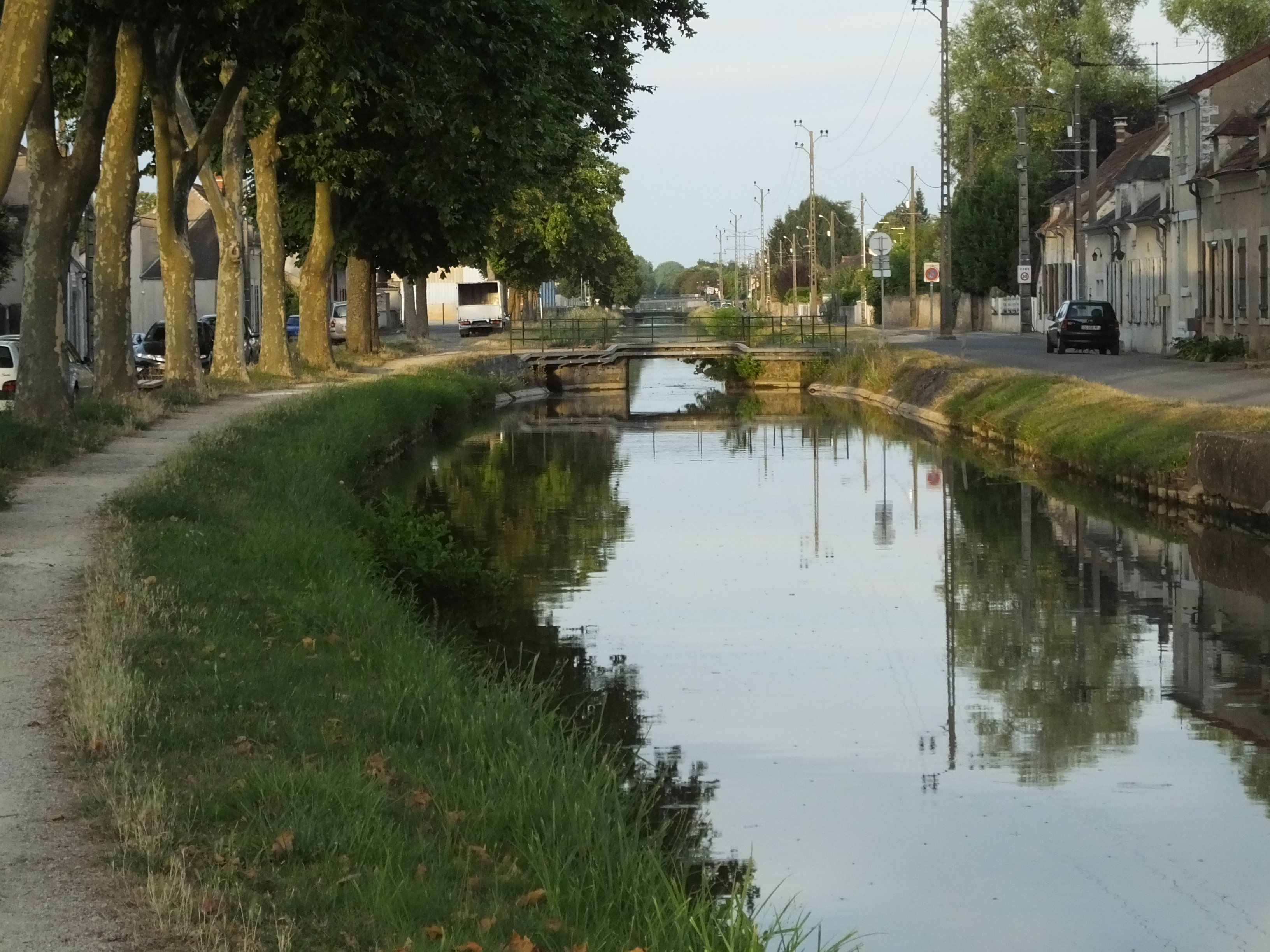
Canal de Berry
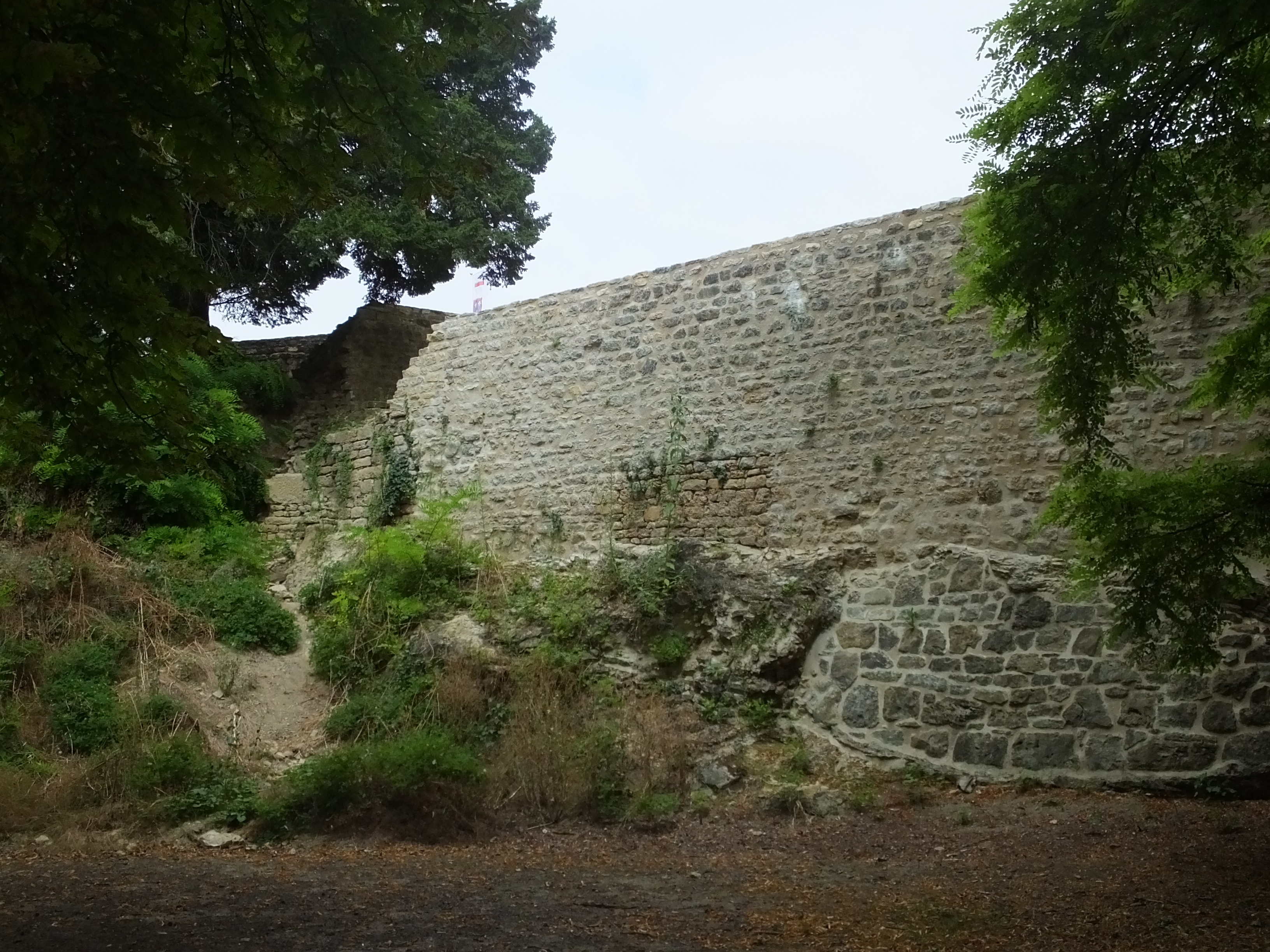
Burcht van Montrond
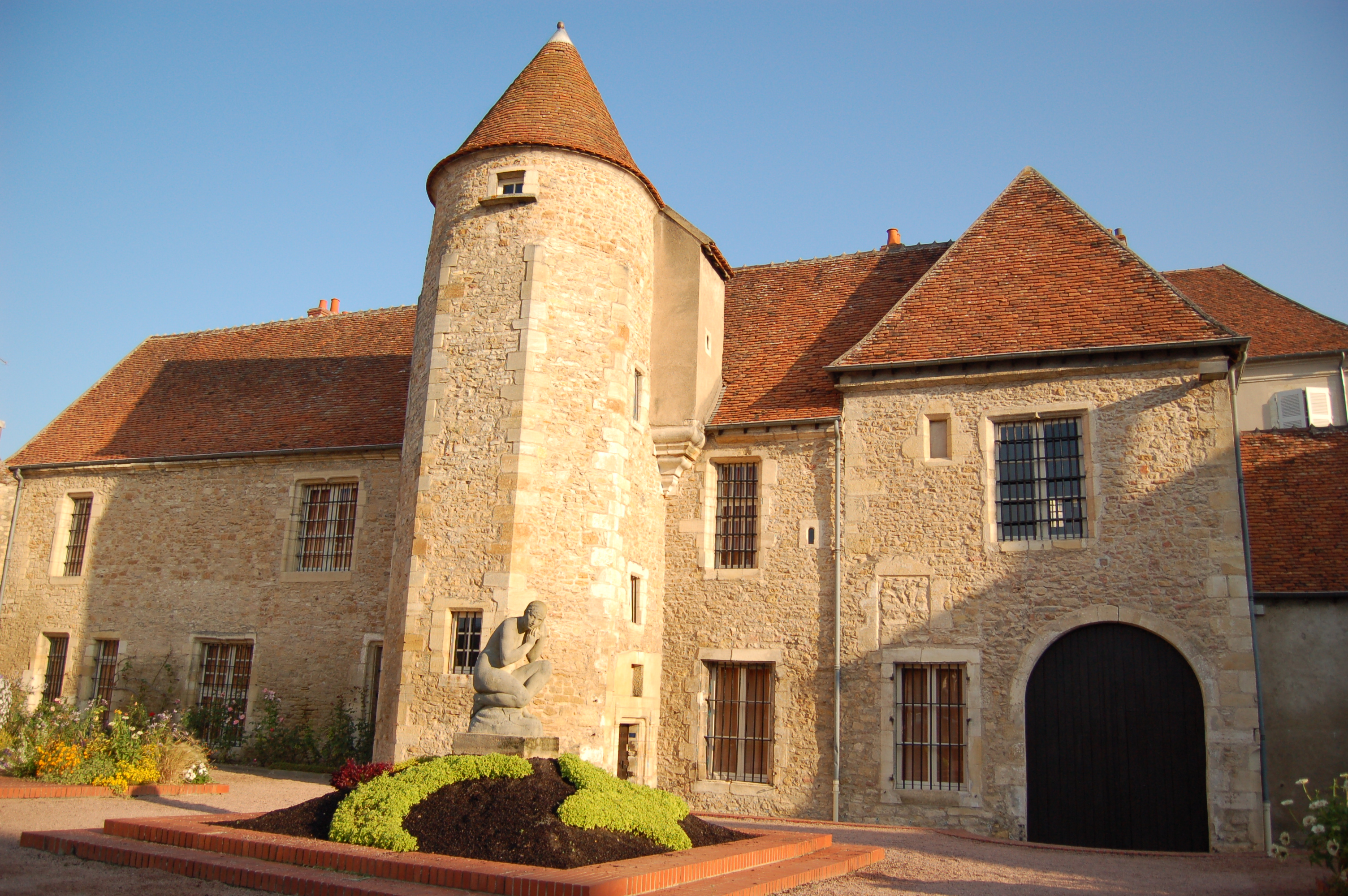
Musée Saint-Vic
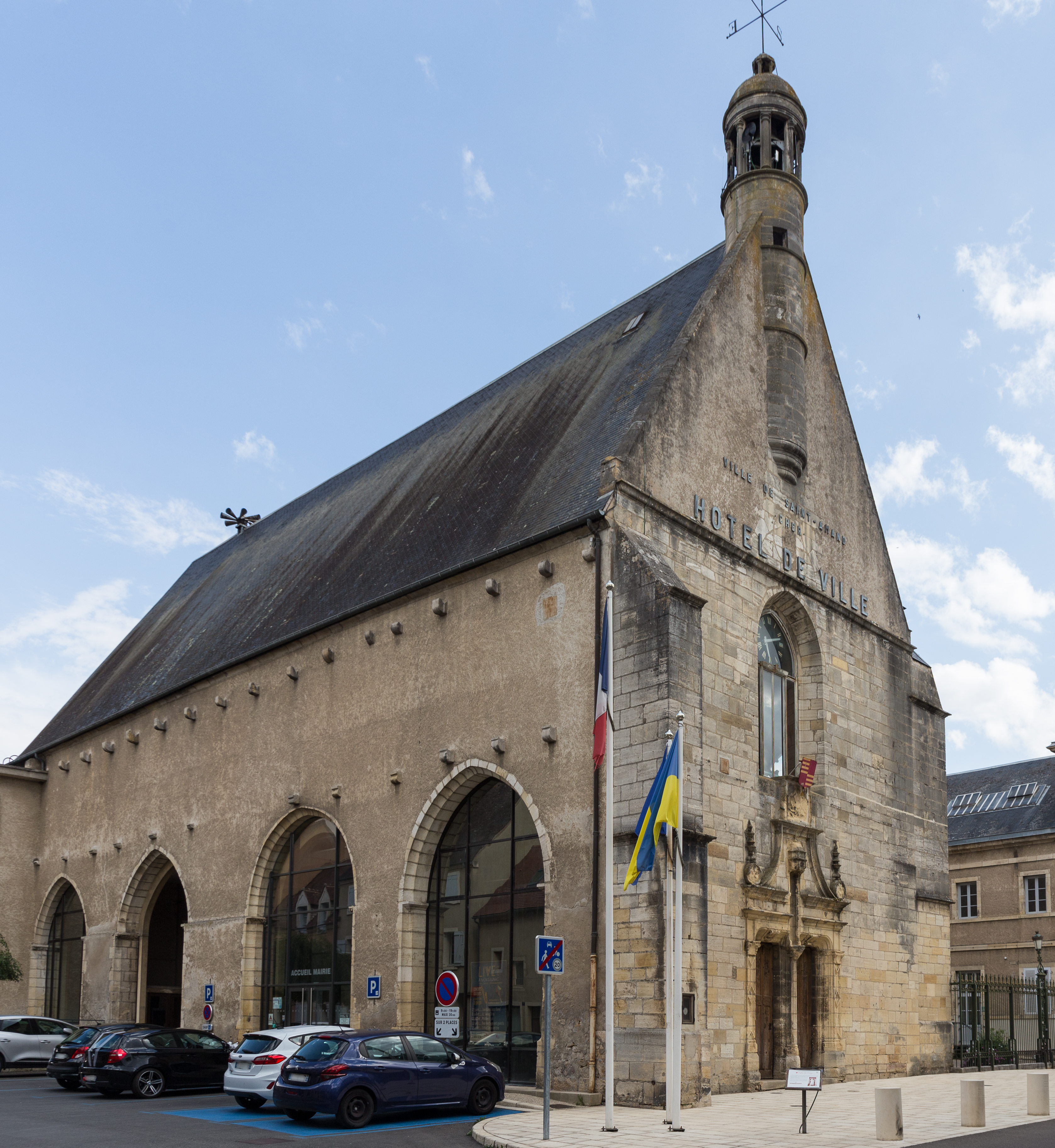
Voormalige karmelietenkerk

## Sport
Saint-Amand-Montrond was vier keer etappeplaats in de wielerkoers Ronde van Frankrijk. Lance Armstrong (later gediskwalificeerd), Fabian Cancellara (na diskwalificatie Stefan Schumacher), Mark Cavendish en als laatste in 2024 Jasper Philipsen wonnen in Saint-Amand-Montrond.

## Geboren
- Julian Alaphilippe (1992), wielrenner en wereldkampioen 2020 en 2021.
- Bryan Alaphilippe (1995), wielrenner